# Stade Gabésien
El Stade Gabesien (a menudo denominado SG) es un club de fútbol de Gabes, Túnez. Su gran rival es el AS Gabès de la misma ciudad. En la temporada 2006/2007, después de 23 años lejos de los de nivel superior de la que el equipo de fútbol de Túnez concedió su lugar en la Liga Profesional de Túnez 1 o CLP-1 para la temporada 2007/2008. El equipo juega en colores verde y blanco.